# Mordellistena subincana
Mordellistena subincana es una especie de coleóptero de la familia Mordellidae.

## Distribución geográfica
Habita en Mongolia.